# Linia kolejowa Teutschenthal – Salzmünde
Linia kolejowa Teutschenthal – Salzmünde – lokalna linia kolejowa w Niemczech, w kraju związkowym Saksonia-Anhalt. Biegnie z Teutschenthal do Salzmünde.